# Ленини, Кевин
Кевин Ленини Гонсалвеш Перейра де Пина (порт. Kevin Lenini Gonçalves Pereira de Pina; род. 27 января 1997, Прая, Кабо-Верде) — кабо-вердианский футболист, выступающий на позиции опорного полузащитника в «Краснодаре».

## Клубная карьера
Кевин Ленини родился 27 января 1997 года в Прае, Кабо-Верде.

### «Оливейренсе»
Футболу обучался с ранних лет в академии кабо-вердианского клуба «Чаденсе». Спустя какое то время переехал в Португалию, где дебютировал на профессиональном уровне в клубе «Оливейренсе». Первый матч за клуб провёл 10 октября 2017 года против «Морейренсе» в рамках Кубка португальской лиги. Встреча закончилась безголевой ничьей. Всего за клуб провёл 5 матчей, голами в которых не отметился.

#### Аренда в «Анадию»
В конце января 2018 года, находясь на контракте у «Оливейренсе», перешёл на правах аренды в клуб третьего дивизиона Португалии «Анадию». Первый матч за клуб провёл против «Сертаненсе». Встреча закончилась минимальной победой со счётом 1:0. Всего за клуб провёл 6 матчей, голами не отметился.

#### Аренда в «Сертаненсе»
1 августа 2018 перешёл в «Сертаненсе», всё ещё находясь на контракте у «Оливейренсе». Первый матч за клуб провёл 19 августа против «Фатимы». В матче отметился только жёлтой карточкой на 50-й минуте матча, встреча же закончилась результативной ничьей 1:1. Первый гол за клуб забил в матче против «Пенише». Гол оказался спасительным, и встреча закончилась ничьей 1:1. Всего за клуб провёл 31 матч, в которых отметился двумя голами.

### «Шавеш»
1 июля 2019 года, после окончания контракта с «Оливейренсе», перешёл в «Шавеш». Выступления начал со второго состава команды. Первый матч сыграл против второго состава «Браги». Встреча закончилась поражением 2:0. Первый гол забил в ворота второго состава «Маритиму». Встреча закончилась результативной ничьей со счётом 4:4.
За первый состав дебютировал в матче против «Кова де Пьедаде». Встреча закончилась победой со счётом 1:0. Первый и на данный момент единственный гол за команду забил в ворота второго состава «Бенфики». Встреча закончилась поражением со счётом 3:1.

### «Краснодар»
8 сентября 2022 года подписал трёхлетний контракт с российским клубом «Краснодар». Дебютировал в Российской Премьер-лиге 18 сентября в матче с клубом «Химки». 24 сентября 2023 года забил свой дебютный гол за Краснодар в матче Чемпионата против Урала. 16 июля 2024 года продлил контракт с клубом до 2027 года.

## Карьера в сборной
За сборную впервые дебютировал на молодёжном уровне в составе игроков в возрасте до 20 лет в товарищеском матче против сборной Португалии. Встреча закончилась поражением со счётом 3:0. За основной состав сборной Кабо-Верде Кевин дебютировал 25 марта 2022 года в матче против сборной Лихтенштейна. Встреча закончилась разгромной победой 6:0.. 10 сентября 2023 год забивает свой первый гол за сборную в матче отбора к Кубку африканских наций 2023 со сборной Того. Был включён в состав сборной на Кубок африканских наций 2023, сыграл 5 матчей и забил 1 гол.

## Статистика

### Клубная
| Выступление      | Выступление      | Выступление      | Чемпионат | Чемпионат | Кубки | Кубки | Континент. | Континент. | Итого | Итого |
| Клуб             | Лига             | Сезон            | Игры      | Голы      | Игры  | Голы  | Игры       | Голы       | Игры  | Голы  |
| ---------------- | ---------------- | ---------------- | --------- | --------- | ----- | ----- | ---------- | ---------- | ----- | ----- |
| Оливейренсе      | Сегунда          | 2017/18          | 1         | 0         | 1     | 0     | —          | —          | 2     | 0     |
| Оливейренсе      | Итого            | Итого            | 1         | 0         | 1     | 0     | —          | —          | 2     | 0     |
| → Анадия         | 3 Лига           | 2017/18          | 6         | 0         | 0     | 0     | —          | —          | 6     | 0     |
| → Анадия         | Итого            | Итого            | 6         | 0         | 0     | 0     | —          | —          | 6     | 0     |
| → Сертаненсе     | 3 Лига           | 2018/19          | 31        | 2         | 0     | 0     | —          | —          | 31    | 2     |
| → Сертаненсе     | Итого            | Итого            | 31        | 2         | 0     | 0     | —          | —          | 31    | 2     |
| Шавеш            | Сегунда          | 2020/21          | 6         | 0         | 0     | 0     | —          | —          | 6     | 0     |
| Шавеш            | Сегунда          | 2021/22          | 28        | 1         | 3     | 0     | —          | —          | 31    | 1     |
| Шавеш            | Сегунда          | 2022/23          | 5         | 0         | 0     | 0     | —          | —          | 5     | 0     |
| Шавеш            | Итого            | Итого            | 39        | 1         | 3     | 0     | —          | —          | 42    | 1     |
| → Шавеш-2        | 3 Лига           | 2019/20          | 25        | 2         | 0     | 0     | —          | —          | 25    | 2     |
| → Шавеш-2        | Итого            | Итого            | 25        | 2         | 0     | 0     | —          | —          | 25    | 2     |
| Краснодар        | Премьер-лига     | 2022/23          | 15        | 1         | 9     | 0     | —          | —          | 24    | 1     |
| Краснодар        | Премьер-лига     | 2023/24          | 15        | 1         | 5     | 0     | —          | —          | 20    | 1     |
| Краснодар        | Премьер-лига     | 2024/25          | 29        | 3         | 5     | 1     | —          | —          | 34    | 4     |
| Краснодар        | Премьер-лига     | 2025/26          | 4         | 0         | 3     | 0     | —          | —          | 7     | 0     |
| Краснодар        | Итого            | Итого            | 63        | 5         | 22    | 1     | —          | —          | 85    | 6     |
| Всего за карьеру | Всего за карьеру | Всего за карьеру | 165       | 9         | 26    | 1     | 0          | 0          | 191   | 10    |

### Сборная
| Матчи и голы Кевина Ленини за сборную Кабо-Верде | Матчи и голы Кевина Ленини за сборную Кабо-Верде | Матчи и голы Кевина Ленини за сборную Кабо-Верде | Матчи и голы Кевина Ленини за сборную Кабо-Верде | Матчи и голы Кевина Ленини за сборную Кабо-Верде | Матчи и голы Кевина Ленини за сборную Кабо-Верде | Матчи и голы Кевина Ленини за сборную Кабо-Верде |
| ------------------------------------------------ | ------------------------------------------------ | ------------------------------------------------ | ------------------------------------------------ | ------------------------------------------------ | ------------------------------------------------ | ------------------------------------------------ |
| №                                                | Дата                                             | Оппонент                                         | Счёт                                             | Голы                                             | Соревнование                                     |                                                  |
| 1                                                | 25 марта 2022                                    | Лихтенштейн                                      | 6:0                                              | —                                                | Товарищеский матч                                |                                                  |
| 2                                                | 28 марта 2022                                    | Сан-Марино                                       | 2:0                                              | —                                                | Товарищеский матч                                |                                                  |
| 3                                                | 28 марта 2023                                    | Эсватини                                         | 1:0                                              | —                                                | Отборочный турнир КАН-2023                       |                                                  |
| 4                                                | 18 июня 2023                                     | Буркина-Фасо                                     | 3:1                                              | —                                                | Отборочный турнир КАН-2023                       |                                                  |
| 5                                                | 10 сентября 2023                                 | Того                                             | 2:3                                              | 1                                                | Отборочный турнир КАН-2023                       |                                                  |
| 6                                                | 10 января 2024                                   | Тунис                                            | 0:2                                              | —                                                | Товарищеский матч                                |                                                  |
| 7                                                | 14 января 2024                                   | Гана                                             | 2:1                                              | —                                                | Финальный турнир КАН-2023                        |                                                  |
| 8                                                | 19 января 2024                                   | Мозамбик                                         | 3:0                                              | 1                                                | Финальный турнир КАН-2023                        |                                                  |
| 9                                                | 22 января 2024                                   | Египет                                           | 2:2                                              | —                                                | Финальный турнир КАН-2023                        |                                                  |
| 10                                               | 29 января 2024                                   | Мавритания                                       | 2:2                                              | —                                                | Финальный турнир КАН-2023                        |                                                  |
| 11                                               | 3 февраля 2024                                   | ЮАР                                              | 0:0 (1:2 пен.)                                   | —                                                | Финальный турнир КАН-2023                        |                                                  |
| 12                                               | 21 марта 2024                                    | Гайана                                           | 1:0                                              | —                                                | Товарищеский матч                                |                                                  |
| 13                                               | 26 марта 2024                                    | Экваториальная Гвинея                            | 1:0                                              | —                                                | Товарищеский матч                                |                                                  |
| 14                                               | 8 июня 2024                                      | Камерун                                          | 1:4                                              | —                                                | Отбор ЧМ-2026 (группа D)                         |                                                  |
| 15                                               | 11 июня 2024                                     | Ливия                                            | 1:0                                              | —                                                | Отбор ЧМ-2026 (группа D)                         |                                                  |
| 16                                               | 6 сентября 2024                                  | Египет                                           | 0:3                                              | —                                                | Отбор КАН-2025 (группа С)                        |                                                  |
| 17                                               | 10 сентября 2024                                 | Мавритания                                       | 2:0                                              | —                                                | Отбор КАН-2025 (группа С)                        |                                                  |
| 18                                               | 10 октября 2024                                  | Ботсвана                                         | 0:1                                              | —                                                | Отбор КАН-2025 (группа С)                        |                                                  |
| 19                                               | 15 октября 2024                                  | Ботсвана                                         | 0:1                                              | —                                                | Отбор КАН-2025 (группа С)                        |                                                  |
| 20                                               | 15 ноября 2024                                   | Египет                                           | 1:1                                              | —                                                | Отбор КАН-2025 (группа С)                        |                                                  |
| 21                                               | 19 ноября 2024                                   | Мавритания                                       | 0:1                                              | —                                                | Отбор КАН-2025 (группа С)                        |                                                  |
| 22                                               | 25 марта 2025                                    | Ангола                                           | 2:1                                              | —                                                | Отбор ЧМ-2026 (группа D)                         |                                                  |

Итого: 22 матч / 2 гола; 12 побед, 2 ничьих, 7 поражений.

### Голы
| № | Дата             | Клуб       | Соревнование                   | Место, зрителей                                    | Соперник      | Вратарь        | Гол счёт матча | тип гола     | ссылка |
| - | ---------------- | ---------- | ------------------------------ | -------------------------------------------------- | ------------- | -------------- | -------------- | ------------ | ------ |
| 1 | 10 сентября 2023 | Кабо-Верде | Отбор КАН-23 (группа В)        | «Стад-де-Кегуе», Ломе (Г), н/д                     | Того          | Менса Стивен   | 1—0 (2—3)      | н/д          |        |
| 2 | 24 сентября 2023 | Краснодар  | Чемпионат России 23/24 (9 тур) | «Краснодар», Краснодар (Д), 16 605                 | Урал          | Помазун Илья   | 2—0 (2—0)      | головой      | 3:10   |
| 3 | 19 января 2024   | Кабо-Верде | КАН-23 (группа В)              | «Стадион им.Феликса Уфуэ-Буаньи», Абиджан (Г), н/д | Мозамбик      | Эрнан          | 3—0 (3—0)      | правой ногой | 1:50   |
| 4 | 31 июля 2024     | Краснодар  | Кубок России 24/25 (группа С)  | «Краснодар», Краснодар (Д), 23 155                 | ЦСКА (Москва) | Акинфеев Игорь | 1—0 (1—0)      | правой ногой | 3:25   |

Итого
Сборная Кабо-Верде — 2 мяча
Чемпионат России — 1 мяч , Кубок России — 1 мяч

## Достижения
«Краснодар»
- Чемпион России: 2024/25
- Серебряный призёр чемпионата России: 2023/24